# Suzanne Crough
Suzanne Crough (Fullerton, 6 marzo 1963 – Laughlin, 27 aprile 2015) è stata un'attrice televisiva e doppiatrice statunitense.

## Biografia
È nata in California nel 1963.
È stata attiva come attrice bambina ed è nota soprattutto per la sua partecipazione alla serie televisiva La famiglia Partridge nei primi anni '70 in cui interpretava Tracy Partridge.
In seguito ha preso parte ad altre produzione televisive tra cui La famiglia Mulligan (1977). Il suo ultimo credito è per un film TV del 1980.
Sposatasi con William Condray nel 1985 e con due figlie, fino al 1993 ha posseduto e gestito una libreria nella città di Temecula.
Nel 2010, durante una reunion de La famiglia Partridge, ha dichiarato di lavorare in Arizona nel settore della vendita al dettaglio.
È deceduta nel 2015 all'età di 52 anni a causa di una displasia ventricolare destra aritmogena.

## Filmografia

### Attrice
- La famiglia Partridge (The Partridge Family) - serie TV, 96 episodi (1970-1974)
- Dawn: Portrait of a Teenage Runaway - film TV (1976) - non accreditata
- La famiglia Mulligan (Mulligan's Stew) - serie TV, 7 episodi (1977)
- Wonder Woman - serie TV, un episodio (1978)
- Teenage Father - cortometraggio (1978)
- I figli del divorzio (Children of Divorce) - film TV (1980)

### Doppiatrice
- Goober e i cacciatori di fantasmi (Goober and the Ghost Chasers) - 8 episodi (1973)
- La famiglia Partridge 2200 A.D. (Partridge Family 2200 A.D.) - 16 episodi (1974)
- Fred Flintstone and Friends (1977)